# Titan Saturn System Mission

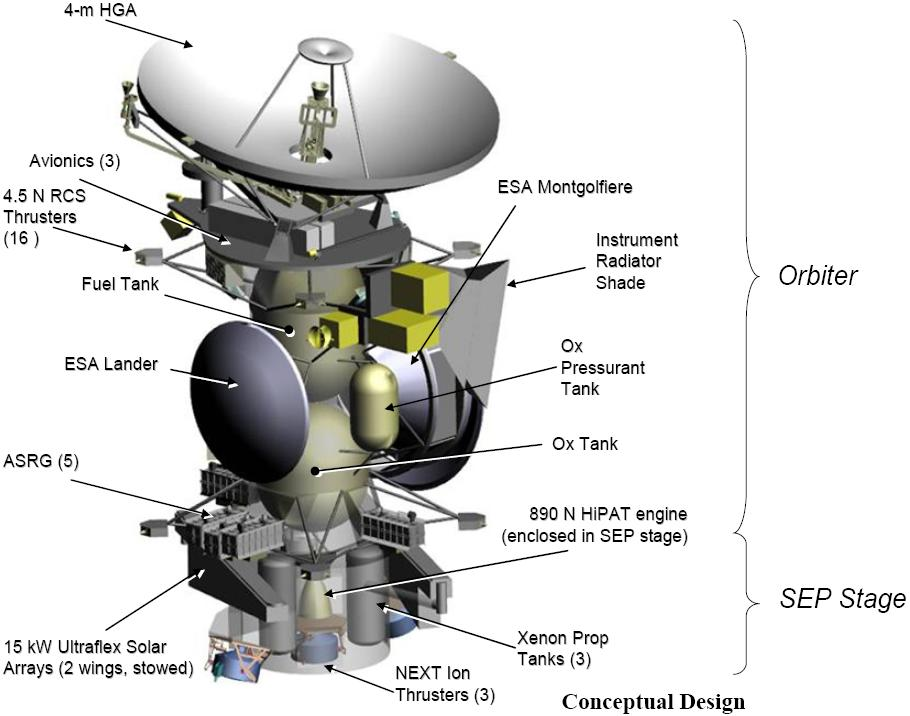
Componente orbital do Titan Saturn System Mission.

Titan Saturn System Mission (TSSM) é uma missão espacial proposta para explorar o planeta Saturno e seus satélites Titã e Encélado, onde vários fenômenos complexos foram descobertos pela Cassini-Huygens. Esta missão compete com a Europa Jupiter System Mission por fundos, e prioridade foi dada ao último pela ESA/NASA em fevereiro de 2009., embora a TSSM ainda esteja planejada para ser lançada posteriormente.